# フアン・パブロ・トーレス
フアン・パブロ・トーレス（Juan Pablo Torres、1999年7月26日 - ）は、アメリカ合衆国出身のサッカー選手。リオグランデ・バレーFC所属。ポジションはMF。

## クラブ経歴
地元ジョージア州のユースチームでプレーをはじめた。その後ベルギーに渡航し、2017年7月26日にスポルティング・ロケレンとプロ契約を締結した。8月26日のKASオイペン戦でプロデビュー。
2019年1月26日、アメリカ合衆国に帰国しメジャーリーグサッカーのニューヨーク・シティFCと契約を結んだ。

## 代表歴
各年代でアメリカ合衆国のユース代表に選ばれている。U-15チームでは7試合、U-16チームとU-18チームではそれぞれ4試合に出場した。
2018年10月23日、タブ・ラモス監督がCONCACAF U-20選手権の参加メンバー20人の一人に選出した。同大会でチームは優勝を果たし2019 FIFA U-20ワールドカップ出場権を獲得した。トーレス自身も好パフォーマンスを見せ4ゴールを決めた。

## 人物
両親はコロンビア人。